# Kim Hagger
Kim Hagger (* 2. Dezember 1961 in Plaistow, London Borough of Newham) ist eine ehemalige britische Leichtathletin. Sie gewann eine Bronzemedaille im Siebenkampf bei Commonwealth Games.

## Sportliche Laufbahn
Die 1,71 Meter große Kim Hagger startete für die Essex Ladies.
Bei den Olympischen Spielen 1984 in Los Angeles erreichte sie im Siebenkampf 6127 Punkte nach der bis 1985 gültigen Punktwertung und belegte damit den achten Platz. Sie lag drei Plätze hinter ihrer Landsfrau Judy Simpson.
Im Juli 1986 bei den Commonwealth Games in Edinburgh siegte Judy Simpson mit vier Punkten Vorsprung vor der Australierin Jane Flemming. 450 Punkte dahinter erkämpfte Kim Hagger die Bronzemedaille. Einen Monat später bei den Europameisterschaften in Stuttgart gewann Judy Simpson die Bronzemedaille. Kim Hagger sammelte 6173 Punkte und wurde Neunte. Im Jahr darauf bei den Weltmeisterschaften in Rom war Hagger mit 6167 Punkten auf dem neunten Platz die bestplatzierte Britin.
1988 bei den Olympischen Spielen in Seoul trat Hagger in zwei Disziplinen an. Im Siebenkampf erreichte sie 5975 Punkte und belegte den 17. Platz. Vier Tage später sprang sie in der Weitsprung-Qualifikation mit 6,34 Meter die 17. Weite, für den Finaleinzug waren 6,48 Meter nötig. 1990 erreichte Kim Hagger mit 6,21 Meter den elften Platz bei den Halleneuropameisterschaften in Glasgow.

## Persönliche Bestleistungen
- Weitsprung: 6,70 Meter am 20. August 1986 in Stuttgart
- Siebenkampf: 6259 Punkte am 17./18. Mai 1986 in Arles